# Bloodclot
Bloodclot è un singolo dei Rancid, band punk californiana, primo estratto dall'album Life Won't Wait. Oltre la canzone-singolo Bloodclot, vi sono due inediti: Endrina e Stop
Di Bloodcot venne girato anche un videoclip.

## Tracce
1. Bloodclot - 2.44
2. Endrina
3. Stop

## Formazione
- Tim Armstrong - chitarra e voce d'accompagnamento
- Lars Frederiksen - voce e chitarra
- Matt Freeman - basso elettrico
- Brett Reed - batteria